# Cleomenes semiargentens
Cleomenes semiargentens är en skalbaggsart som beskrevs av J. Linsley Gressitt 1945. Cleomenes semiargentens ingår i släktet Cleomenes och familjen långhorningar. Inga underarter finns listade i Catalogue of Life.